# Sumba

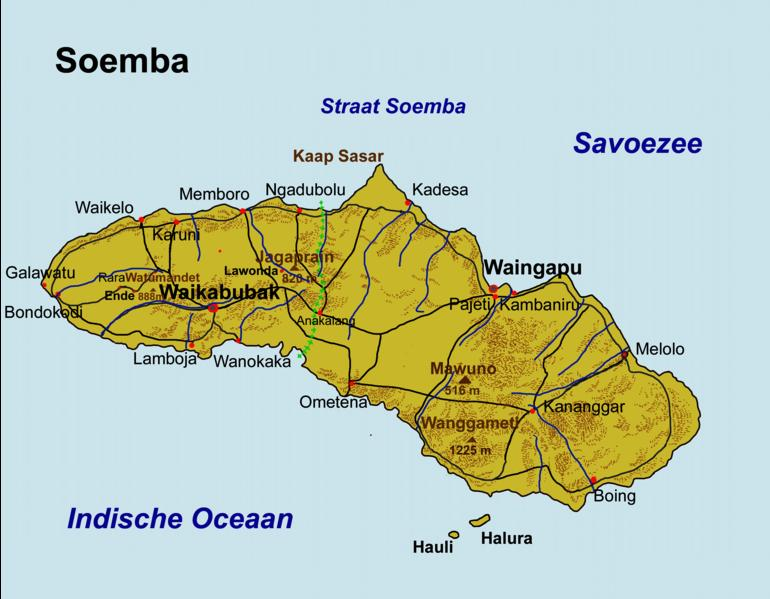
Mapa da ilha

Sumba (em indonésio:  Pulau Sumba) é uma ilha pertencente à província de Nusa Tenggara Oriental, na Indonésia. Com área de 11.153 km², é a sexta maior das Pequenas Ilhas da Sonda e tem cerca de 760 000 habitantes. 
A principal localidade da ilha é Waingapu, com 10.700 habitantes, próxima do aeroporto da ilha. Os insulares sã de origem malaio e melanésio; ainda que muitos pratiquem a tradicional religião Malapu ou Malafu, outros são cristãos (calvinistas e católicos) e alguns muçulmanos sunitas. 
Como o resto de ilhas que formam as ilhas da Sonda, Sumba pertence à zona da Linha de Wallace (Wallacea), de grande interesse científico pela sua rica biodiversidade, ao ser uma das ilhas situadas entre o sudeste asiático e a Oceania. 
Conhecida outrora como a ilha da Madeira, Sumba é mundialmente famosa pelos seus pequenos cavalos e o seu excelente pano de Ikat. O oeste da ilha conta com túmulos em megalitos e as suas cabanas com tectos de palha. Os funerais incluem aqui o sacrifício de numerosos porcos, búfalos, cães e cavalos. Outras cerimónias são o Pajura ou Pasola, combate tradicional de ginetes armados de lanças que procuram fazer sangrar o adversário, tal como os festivais do ano novo lunar em Outubro e Novembro, com corridas e danças rituais.